# 高庆狮
高庆狮（1934年7月17日—2011年5月15日），男，福建漳州人，中国计算机科学家，计算机总体设计专家。曾任北京科技大学教授，所长，中国科学院计算技术研究所首席研究员、大连理工大学、中国科学技术大学和华侨大学兼职教授。

## 生平
高庆狮生于福建廈門鼓浪屿。1953年，高庆狮以数学100分、物理97分的高分考入北京大学数学力学系。1957年大学毕业。1957年至1994在中国科学院计算技术研究所任实习研究员、研究员。1980年当选为中国科学院院士（学部委员）。